# Тайская гражданская партия
Тайская гражданская партия (ПТГ) или Prachakorn Thai Party (тайск. พรรคประชากรไทย) является политической партией Таиланда. Тайская гражданская партия была основана в 1978 году и никогда официально не распускалась, даже потеряв в 2001 году свое политическое значение, когда её многолетний лидер Самак Сунтхаравет перешёл в другую партию.  Тайская гражданская партия придерживаясь идеологии роялистов, была близка к военным и занимала крайне правое крыло в иерархии тайской политики.

## История

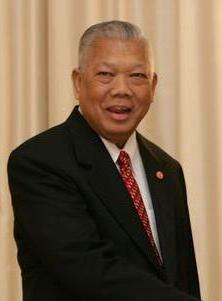
Премьер-министр Таиланда Самак Сунтхаравет, основатель Партии тайских граждан

Тайская гражданская партия была основана в 1978 году Самаком Сунтхараветом, который до этого был главным представителем правого крыла Демократической партии. Партия была официально зарегистрирован в 1979 году, после того, как новая конституция сняла запрет на все политические партии. В середине 1970-х годов Самак был известен как ультрароялистский оратор, который служил министром внутренних дел при Танине Крайвичыне после массового убийства в Университете Таммасат. Эту должность он занимал с 1976 по 1977 год. С помощью Тайской гражданской партии Самар намеревался набрать голоса в парламент в своем округе города Бангкока.  Партия, однако, провалила выборы, не набрав достаточного количества голосом пределами столицы.
На всеобщих выборах 1979 года Тайская гражданская партия набрала 32 из 301 мест в парламенте. За нее проголосовали почти все бангкокские избирательные округа и только три округа за пределами столицы. В 1983 году партия увеличила количество мест до 36 из 324 (24 места были набраны в Бангкоке) и вошла в состав правительственной коалиции Премьер -министра Прем Тинсуланона. На выборах 1986 года Тайская гражданская партия потеряла 12 мест (большинство избирателей перешло к демократам) и стала оппозиционной. На выборах 1998 года партия восстановила количество мест до 31 из 357 мандатов. Ранее, с 1990 по 1991 год Тайская гражданская партия входила в состав правительственной коалиции Чатичай Чунхавана.
На выборах в марте 1992 года партия потеряла большинство мест — до 7 из 360, столкнувшись с конкуренцией новой Партии Паланг Дхармы, которая отвлекла в Бангкоке большую часть электората среднего класса. Однако партии были предоставлены места в про-военном кабинете Сучинды Крапраян, который столкнулся с гражданскими массовыми протестами во время «Черного мая» (название народного протеста 17-20 мая 1992 года в Бангкоке против правительства генерала Суинды Крапрайона). После отставки правительства, новые выборы в сентябре 1992 года привели к полному поражению партии, поскольку ее связывали с попытками правительства насильственно подавить народный протест.  До трех мест упало количество набранных мест. К 1994 году партия вновь начала набирать популярность, набрав 18 из 55 мест в городском собрании Бангкока. Спустя год она  восстановила силы и на национальном уровне, набрав 18 из 391 мест, в основном из-за потерь популярности партии Паланга Дхармы в Бангкоке. Тайская гражданская партия вошла  в состав коалиционного правительств Банхарна Силпа-арки. 
На выборах 1996 года количество мест осталось неизменным, и партия продолжала входить в коалиционное правительство, которое теперь возглавлялось Чавалитом Юнчайю. После того, как во время азиатского финансового кризиса 1997 года парламент выразил Чавалите вотумом недоверия, Тайская гражданская партия раскололась: 12 из ее 18 членов парламента (депутатов) — так называемая фракция «Кобра» — поддержали новое правительство Чуана Ликпайя, нарушив решение партийного совета. Члены фракция «Кобра» были исключено из партии. По решению созванного Конституционный суда, исключенным депутатам разрешили сохранить свои места и присоединиться к другой партии. 
В 2001 году основатель Тайской гражданской партии и ее бессменный лидер Самак покинул партию после того, как он был избран губернатором Бангкока на беспартийной платформе. Партия никогда официально не распускалась, однако ее политическая платформа стала не актуальной. С этих пор  партия больше не выигрывала мест в парламенте.